# John Fleming (Sportschütze)
John Francis Fleming (* 26. August 1881 in Keswick; † 9. Januar 1965 in London) war ein britischer Sportschütze.

## Erfolge
John Fleming nahm an den Olympischen Spielen 1908 in London teil, bei denen er in zwei Wettbewerben mit dem Kleinkalibergewehr auf 25 Yards antrat. Beim Wettbewerb auf das verschwindende Ziel belegte er den neunten Rang. Beim beweglichen Ziel erzielte er wie drei weitere Konkurrenten 24 Punkte und wurde nach Prüfung der getroffenen Ziele vor Maurice Matthews und William Marsden zum Olympiasieger erklärt.